# Хелена Фибингерова
Хелена Фибингерова (чеш. Helena Fibingerová; рођена 13. јула 1949. у Вицемјержицама,  Оломоуцки крај) је некадашња чехословачка атлетичарка и актуелна светска рекордерка у бацању кугле у дворани. Освојила је олимпијску бронзану медаљу 1976. и постала светска првакиња 1983. године. Три пута је поправљала светски рекорд у бацању кугле.

## Светски рекорди Фибингерове
- 21,57 метара 21. септембра 1974. у Злину
- 21,99 метара 26. јула 1976. у Опави
- 22,32 метара 20. августа 1977. у Нитри

Њен последњи рекорд је стајао до 2. маја 1980, када га је за четири сантиметара надмашила источнонемачка бацачица Илона Слупианек.
Фибингерова и даље држи светски рекорд у дворани са 22,50 метара, постигнутим 19. фебруара 1977. у Јаблонцу на Ниси.

## Међународна такмичења
| Представљајући Чехословачку | Представљајући Чехословачку  | Представљајући Чехословачку   | Представљајући Чехословачку | Представљајући Чехословачку | Представљајући Чехословачку | Представљајући Чехословачку |
| Година                      | Такмичење                    | Место                         | Пласман                     | Дисциплина                  | Резултат                    | Напомене                    |
| --------------------------- | ---------------------------- | ----------------------------- | --------------------------- | --------------------------- | --------------------------- | --------------------------- |
| 1972.                       | Олимпијске игре              | Минхен, Западна Немачка       | 7.                          | Бацање кугле                | 18,81 м                     |                             |
| 1973.                       | Европско првенство у дворани | Ротердам, Холандија           | 1.                          | Бацање кугле                | 19,08 м                     |                             |
| 1974.                       | Европско првенство у дворани | Гетеборг, Шведска             | 1.                          | Бацање кугле                | 20,75 м                     | СР, ЕР, РЕП, НР             |
| 1974.                       | Европско првенство           | Рим, Италија                  | 3.                          | Бацање кугле                | 20,33 м                     |                             |
| 1975.                       | Европско првенство у дворани | Катовице, Пољска              | 2.                          | Бацање кугле                | 19,97 м                     |                             |
| 1976.                       | Олимпијске игре              | Монтреал, Канада              | 3.                          | Бацање кугле                | 20,67 м                     |                             |
| 1977.                       | Европско првенство у дворани | Сан Себастијан, Шпанија       | 1.                          | Бацање кугле                | 21,46 м                     | РЕП                         |
| 1978.                       | Европско првенство у дворани | Милано, Италија               | 1.                          | Бацање кугле                | 20,67 м                     |                             |
| 1978.                       | Европско првенство           | Праг, Чехословачка            | 2.                          | Бацање кугле                | 20,86 м                     |                             |
| 1980.                       | Европско првенство у дворани | Зинделфинген, Западна Немачка | 1.                          | Бацање кугле                | 19,92 м                     |                             |
| 1981.                       | Европско првенство у дворани | Гренобл, Француска            | 2.                          | Бацање кугле                | 20,64 м                     |                             |
| 1982.                       | Европско првенство у дворани | Милано, Италија               | 2.                          | Бацање кугле                | 19,24 м                     |                             |
| 1982.                       | Европско првенство           | Атина, Грчка                  | 2.                          | Бацање кугле                | 20,94 м                     |                             |
| 1983.                       | Европско првенство у дворани | Будимпешта, Мађарска          | 1.                          | Бацање кугле                | 20,61 м                     |                             |
| 1983.                       | Светско првенство            | Хелсинки, Финска              | 1.                          | Бацање кугле                | 21,05 м                     | РСП                         |
| 1984.                       | Европско првенство у дворани | Гетеборг, Шведска             | 1.                          | Бацање кугле                | 20,34 м                     |                             |
| 1985.                       | Европско првенство у дворани | Атина, Грчка                  | 1.                          | Бацање кугле                | 20,84 м                     |                             |
| 1986.                       | Европско првенство           | Штутгарт, Западна Немачка     | 10.                         | Бацање кугле                | 18,48 м                     |                             |
| 1987.                       | Светско првенство            | Рим, Италија                  | 8.                          | Бацање кугле                | 20,29 м                     |                             |

## Након атлетике
Хелена Фибингерова данас води пекару у Ухерском Остроху. Такође је укључена у маркетиншке активности Чешког атлетског савеза и члан је Савета чешке телевизије.